# Kamienica (województwo śląskie)
Kamienica (niem. Kaminitz) – wieś sołecka w Polsce położona w województwie śląskim, w powiecie lublinieckim, w gminie Woźniki.
Przymiotnik „Śląska" w nazwie Kamienicy, odnajdujemy w zapisach metrykalnych kościoła parafialnego w Lubszy już w XVIII wieku. Celem jego wprowadzenia było odróżnienie tej nazwy miejscowości od innej, tak zwanej Kamienicy Polskiej, miejscowości położonej na północny wschód od granic parafii lubszeckiej, w byłym biskupim księstwie siewierskim.

## Nazwa
W księdze łacińskiej Liber fundationis episcopatus Vratislaviensis (pol. Księga uposażeń biskupstwa wrocławskiego) spisanej za czasów biskupa Henryka z Wierzbna w latach 1295–1305 miejscowość wymieniona jest w zlatynizowanej formie Kamen we fragmencie Kamen et apud Wroblonem solvuntur decime more polonico.
Kamienica Śląska, nazwa ta używana jest dalej przez większość mieszkańców, Zarząd Dróg Wojewódzkich w Katowicach oraz inne instytucje państwowe.

## Administracja
W latach 1954–1961 wieś należała i była siedzibą władz gromady Kamienica, po jej zniesieniu w gromadzie Lubsza. W latach 1975–1998 miejscowość administracyjnie należała do województwa częstochowskiego.
Przez Kamienicę przebiega Droga Wojewódzka nr 908 łącząca aglomerację górnośląską z Częstochową.
W miejscowości znajduje się pięć turbin wiatrowych wykorzystywane w miejscowym zakładzie produkcyjnym. Przy granicy z Kamieńskimi Młynami znajduje się szkoła podstawowa. Kilka kilometrów od miejscowości znajduje się Kamienica Polska. W czasie rozbiorów obie miejscowości leżały po przeciwnych stronach granicy prusko-rosyjskiej.
W roku 2024 Kamienica została podłączona pod kanalizacje ściekową. 
W miejscowości funkcjonuje przychodnia lekarska.
Od kilkunastu lat w pobliżu Kamienicy znajduje się odkrywkowa kopalnia żwiru który przetwarzany jest w pobliskiej płuczce.
Od końca XVIII w. wieś posiadała własną pieczęć, na której wizerunku umieszczono stos kamieni. Wizerunek ten został przeniesionz na pieczęć sporządzoną po 1922 r.. 

## Turystyka
Przez miejscowość przechodzi Szlak Józefa Lompy.
Najwyższe wzniesienie - góra Biadacz 347 m n.p.m.

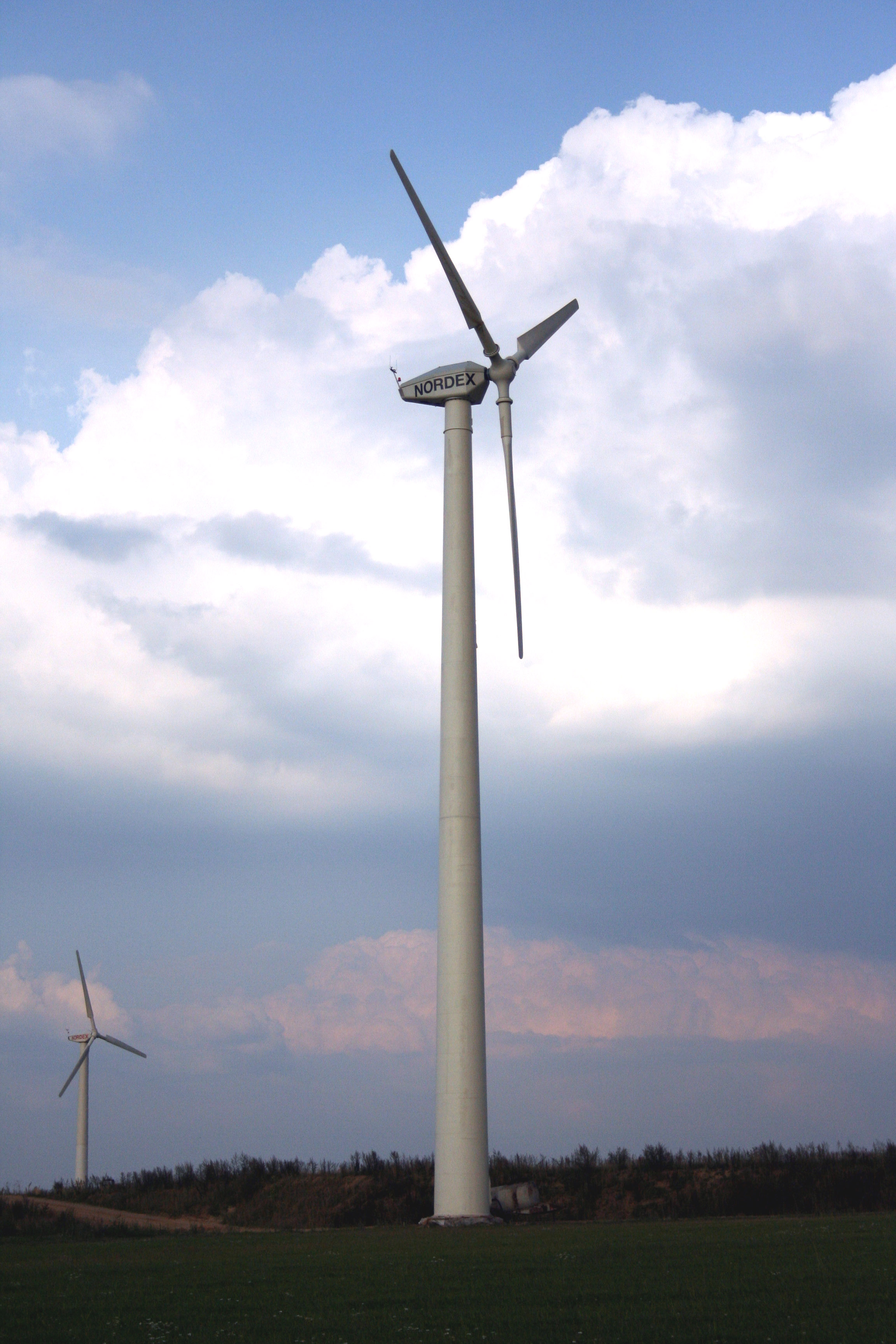
Turbiny wiatrowe (2006)
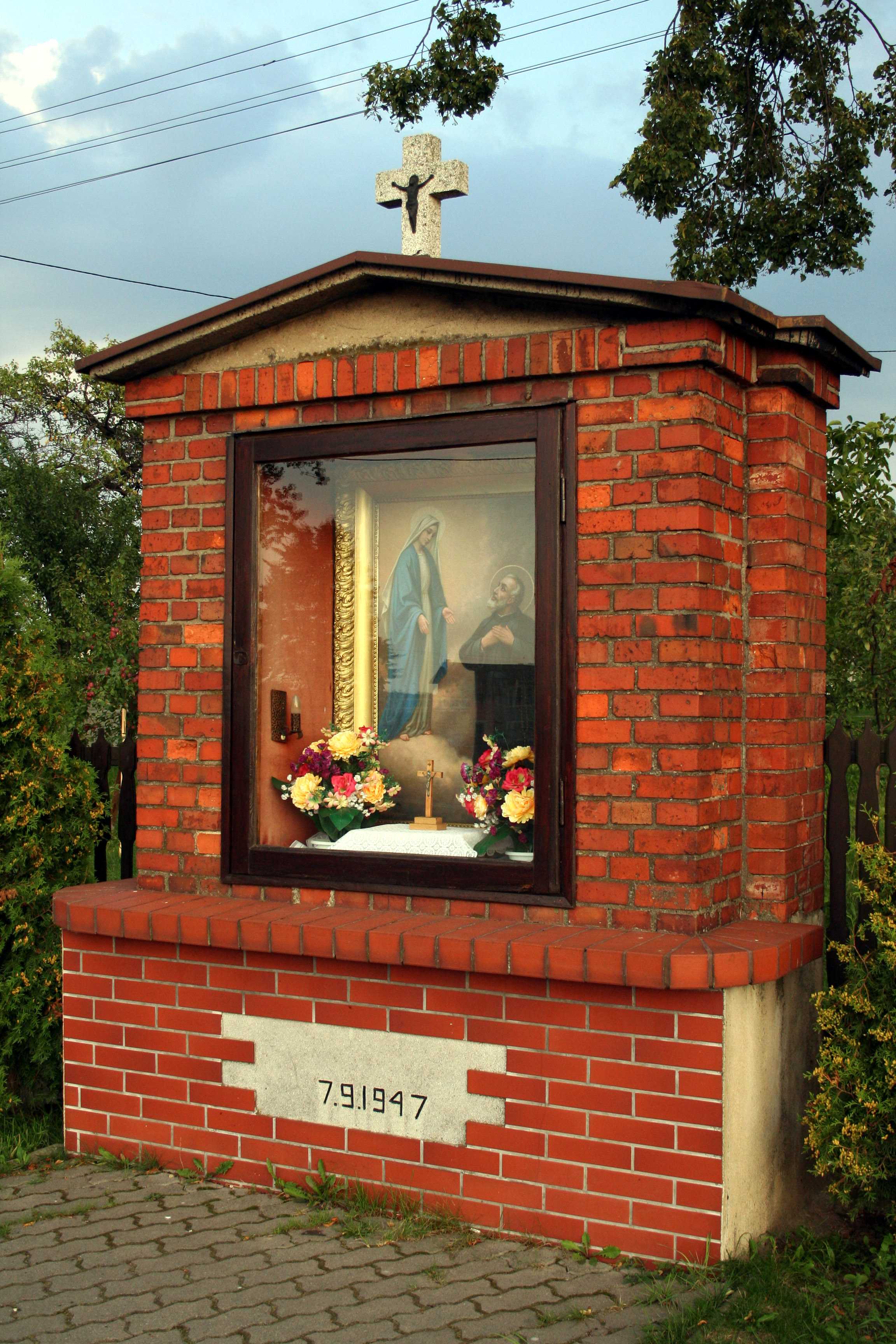
Kapliczka z 1947 roku
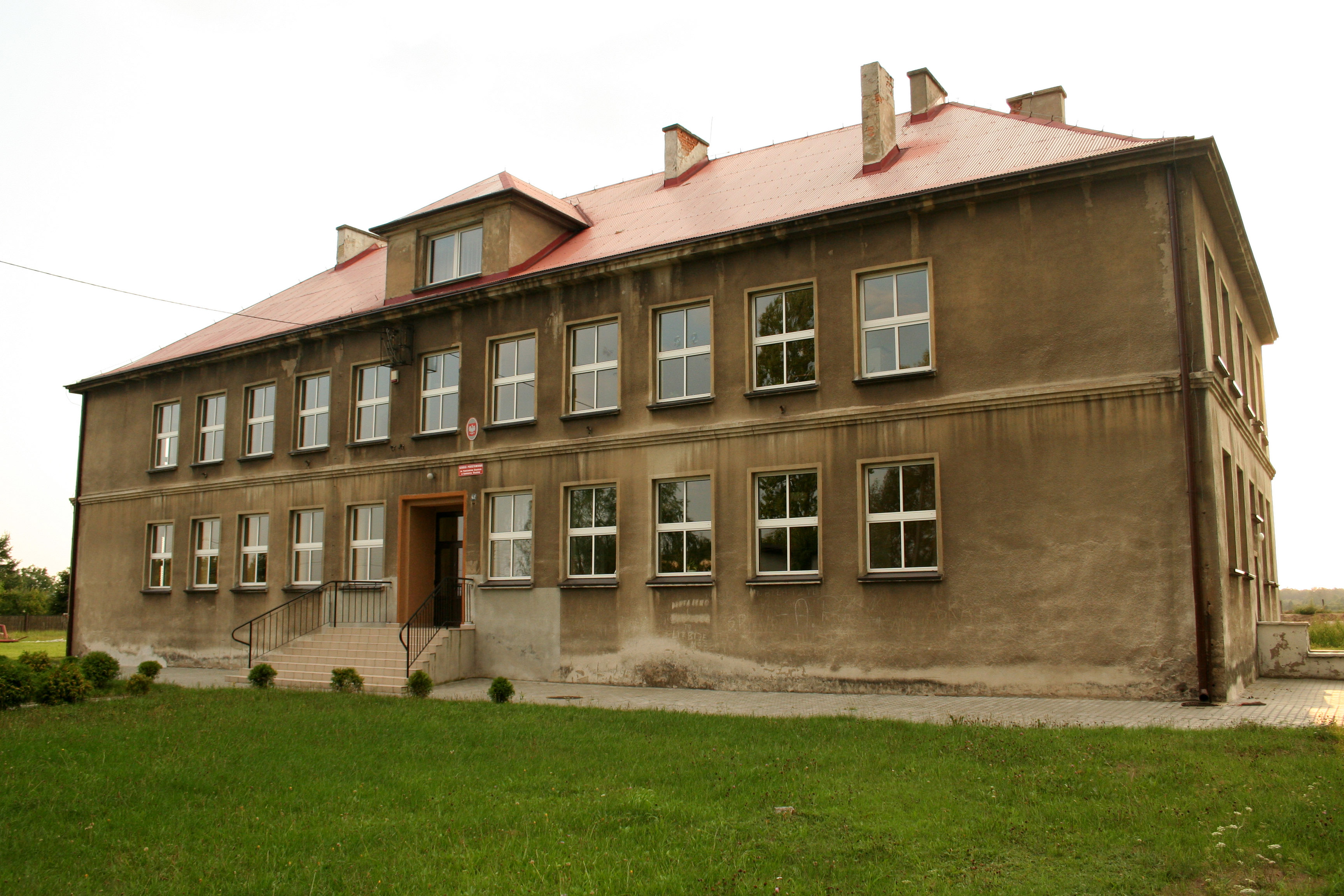
szkoła w Kamienicy (2006)